# Литературная журналистика
Литературной журнали́стикой (англ. Creative nonfiction) называют жанр, при котором репортёрская фактура оформляется в писательской стилистике с применением традиционных литературных приёмов.

## Литературная журналистика в России
В истории литературной журналистики начала XIX века ключевую роль сыграли проекты Н. М. Карамзина «Московский журнал» (1791—1792) и «Вестник Европы» (основан в 1802 году, просуществовал год).
В современную же отечественную периодику элементы документальной прозы привнесли репортёры перестроечного периода и такие писатели как Александр Кабаков, и Эдуард Лимонов.  Любовь Аркус и Дмитрий Быков описывали в 1987 году тенденции  российской журналистики:

Язык прессы пока еще довольно однообразен, журналисты со сколько-нибудь индивидуализированным стилем — на вес золота. В газетах преобладает смесь двух новоязов: это язык прежней эпохи, сильно разбавленный англицизмами. Это молодое поколение — в основном дети тех самых шестидесятников Владимир Яковлев, Артём Боровик, Дмитрий Лиханов, Евгений Додолев, Александр Любимов, — уже берёт своё. Представители недавней «золотой молодежи», выросшие в огромных квартирах или проведшие отрочество за границей, молодые выпускники международного отделения журфака МГУ, они начинают делать погоду на телевидении и в прессе. Отличные стартовые возможности и врождённое отсутствие страха позволяет им в течение полугода растабуировать все запретные темы и посетить все горячие точки, куда прежде не ступала нога советского журналиста.

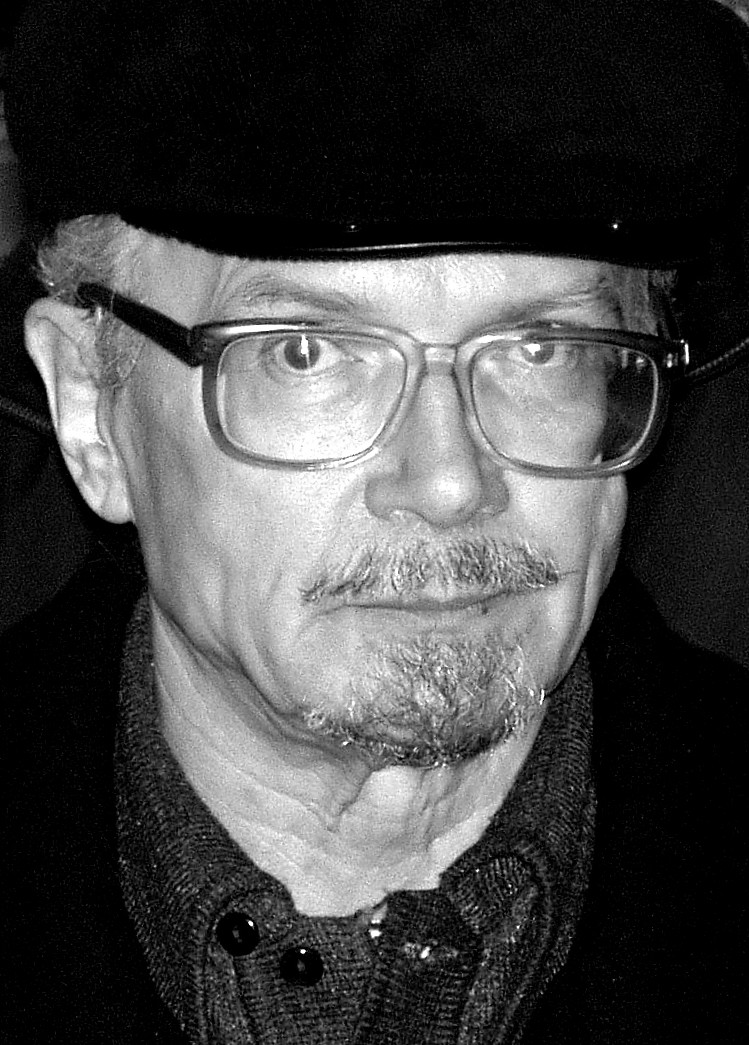
Эдуард Лимонов
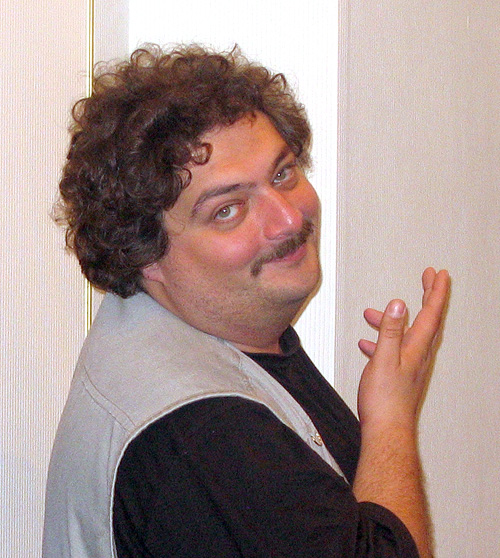
Дмитрий Быков
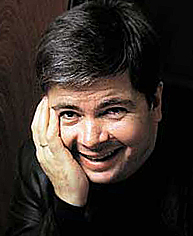
Артём Боровик
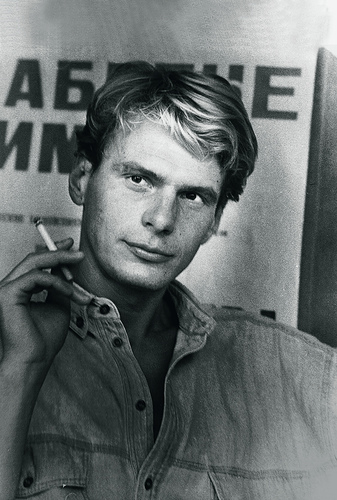
Евгений Додолев

## Литературная журналистика в США
Мастер жанра Том Вулф декларировал :
Журналистика — это искусство, а современная литература — старорежимная пошлятина.
Речь шла не столько о газетных публикациях, сколько о развёрнутых эссе, авторских колонках и статьях в журналах, рассчитанных на элитарного читателя (в новоязовской трактовке — продвинутого) — The New Yorker, New York Magazine, The Atlantic Monthly, Rolling Stone, Esquire, CoEvolution Quarterly. Отчасти — Scanlan's Monthly (если рассматривать лишь период начала 70-х).

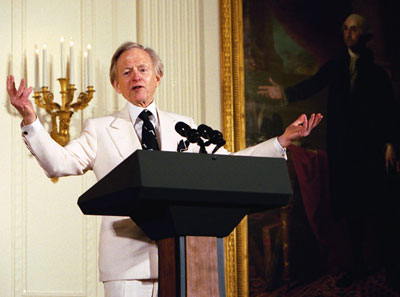
Вулф, Том
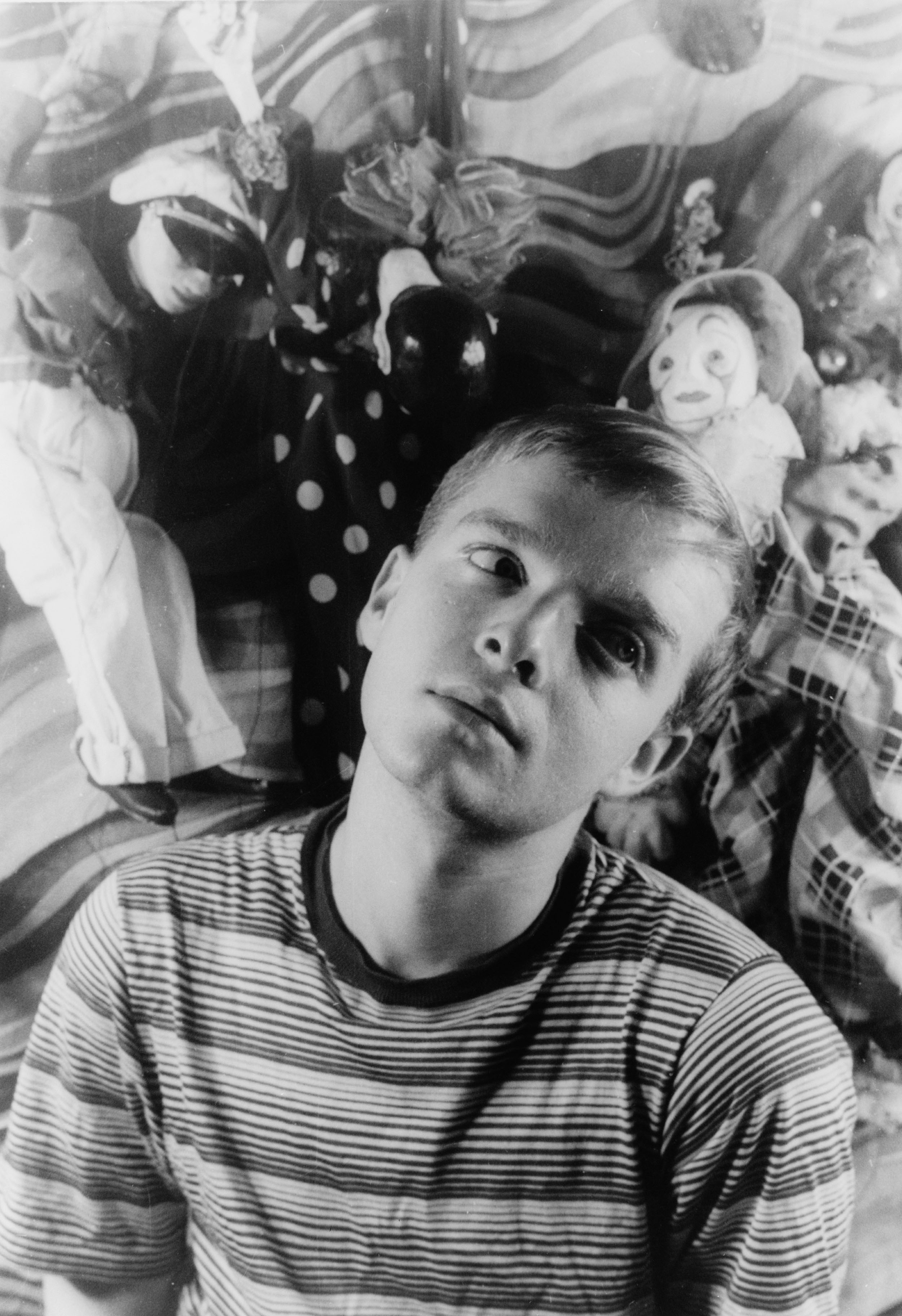
Труман Капоте
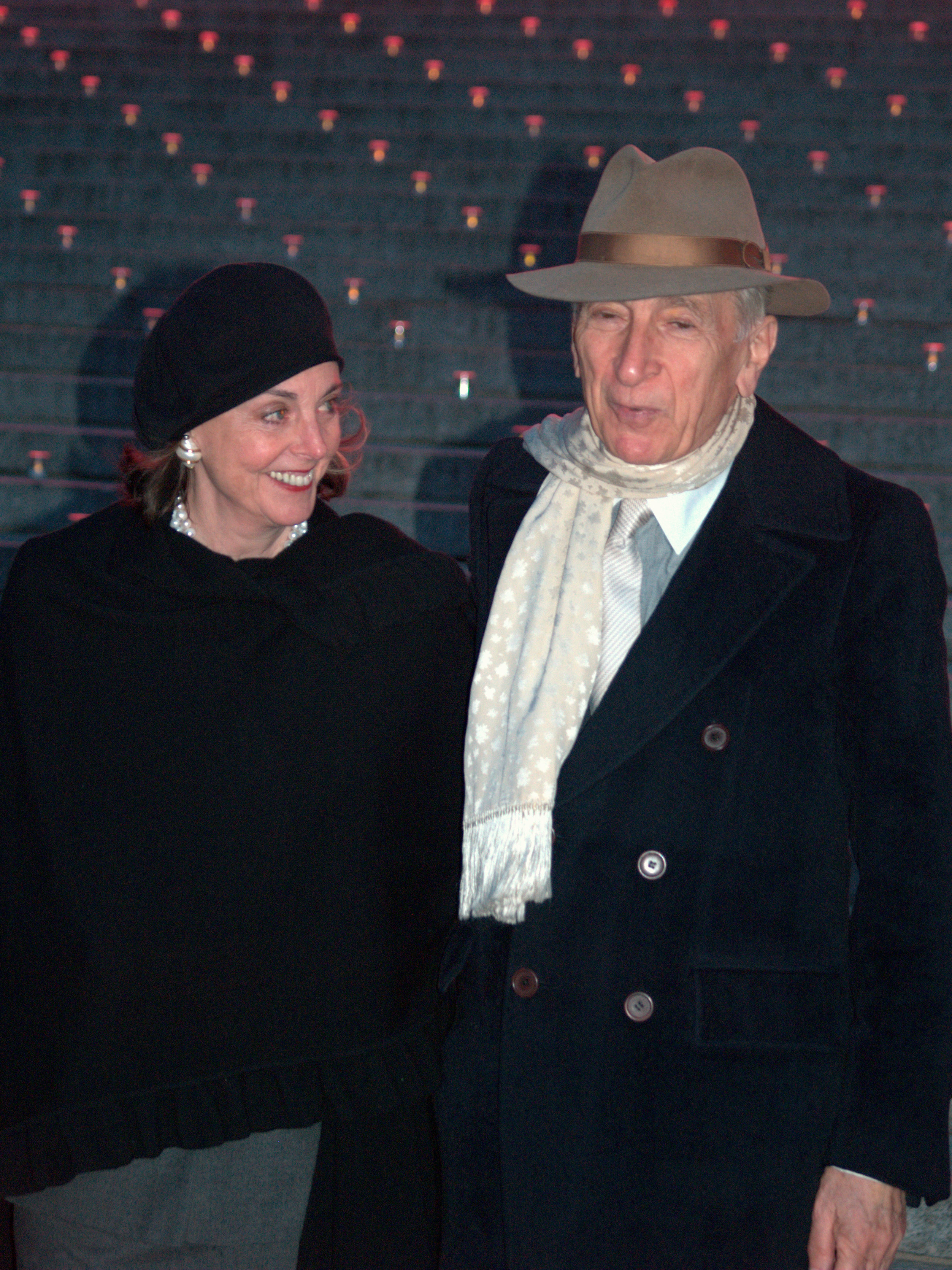
Нан и Гэй Талез
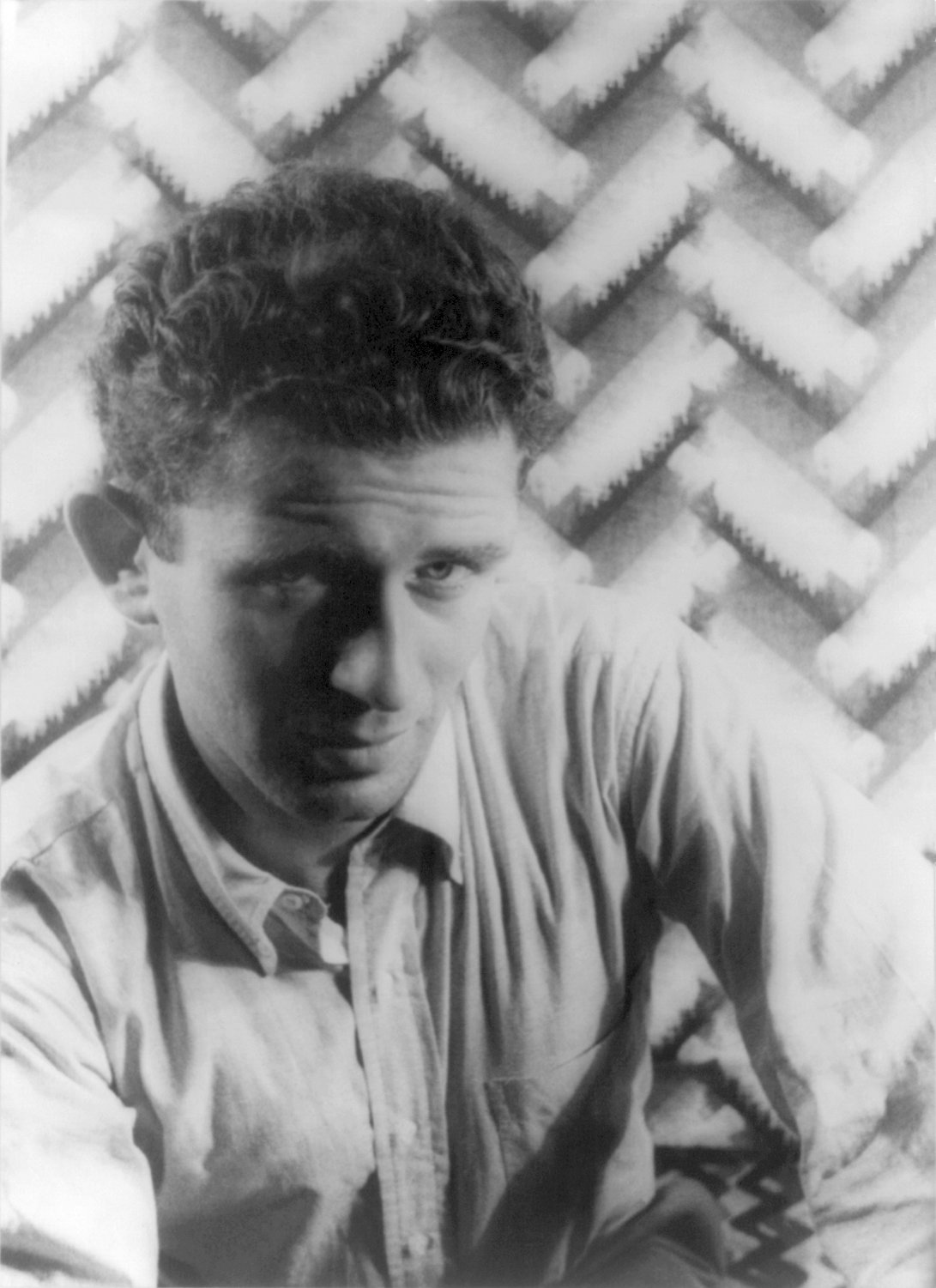
Мейлер, Норман

Но не всегда журналистам удаётся удержаться от литературного вымысла, который украшает материал, но недопустим в газетных репортажах. Тёмным пятном в истории жанра является история (2004) с обозревателем газеты USA Today Джеком Келли (англ. Jack Kelley), о котором в отечественной прессе рассказал Евгений Додолев :
Автор 720 постановочных историй про сербских террористов, таинственных мятежников и мифических повстанцев из Грозного пять раз выдвигался на соискание Пулитцеровской премии. Получил её. Но в конце концов был разоблачён коллегами-завистниками и премию пришлось вернуть.